# Јемен на Олимпијским играма
Јемен је учествовао у свим Летњим олимпијским играма од 1992. у Барселони. Никада није учествовао на зимским играма. Пре јеменског уједињења, Северни и Јужни Јемен су се такмичили одвојено. Северни Јемен је учествовао у на Летњим олимпијским играма 1984 и 1988, док је Јужни Јемен такмичио само на Играма 1988. у Сеулу. Јемен никада није освојио олимпијску медаљу.

## Медаље

### Освојене медаље на ЛОИ
| Учешће и освојене медаље Јемена на ЛОИ |                    |        |      |      |       |       |        |        |        |         |
| ЛОИ                                    | Носилац заставе    | Учешће | Муш. | Жене | спорт | Злато | Сребро | Бронза | Укупно | Пласман |
| 1992. Барселона                        |                    | 8      | 8    | 0    | 2     | 0     | 0      | 0      | 0      | -       |
| 1996. Атланта                          | Абдулах Ал-Изани   | 4      | 4    | 0    | 2     | 0     | 0      | 0      | 0      | -       |
| 2000. Сиднеј                           | Basheer Al-Khewani | 2      | 1    | 1    | 2     | 0     | 0      | 0      | 0      | —       |
| 2004. Атина                            | Akram Abdullah     | 3      | 3    | 0    | 3     | 0     | 0      | 0      | 0      | -       |
| 2008. Пекинг                           | Mohammed Al-Yafaee | 5      | 4    | 1    | 4     | 0     | 0      | 0      | 0      | -       |

## Занимљивости
- Најмлађи учесник: Анвар Мохамед, 15 година и 239 дана Барселона 2000. атлетика
- Најстарији учесник: Хана Али Салех, 32 година и 216 дана Сиднеј 2008. атлетика
- Највише медаља: -
- Прва медаља: -
- Прво злато: -
- Најбољи пласман на ЛОИ: -
- Најбољи пласман на ЗОИ: -